# 東芝プラントシステム
東芝プラントシステム株式会社（とうしばプラントシステム）は、東芝グループに属する企業。電力システムや原子力システムなどのプラントエンジニアリングを行う。2004年（平成16年）に東芝プラント建設と東芝エンジニアリングが合併し社名変更。

## 歴史

### 東芝プラント建設
- 1923年（大正12年） - 三興電気事務所創立
- 1938年（昭和13年） - 三興電気設立。
- 1978年（昭和53年） - 東芝プラント建設株式会社に社名変更。
- 1979年（昭和54年） - 東京証券取引所2部に上場。
- 1983年（昭和58年） - 同証券取引所1部に指定替え。

### 東芝エンジニアリング
- 1959年（昭和34年） - 重電機器のコンサルティング会社を設立。
- 1962年（昭和37年） - 建築および付帯設備に関するコンサルティング業務を開始。
- 1970年（昭和45年） - 下水道設備に対するプラント事業を開始。
- 1979年（昭和54年） - 小水力プラント事業を開始。
- 1985年（昭和60年） - 情報通信事業に進出。
- 1996年（平成8年） - 地域東芝システム開発（株）7社を合併。
- 2001年（平成13年） - 会社分割によりIT系エンジニアリング部門を分割。

### 東芝プラントシステム
- 2004年（平成16年） - 東芝プラント建設が東芝エンジニアリングを吸収合併し、東芝プラントシステムに社名変更。
- 2019年（令和元年）12月26日 - 東芝による株式公開買付けが成立し、同社が95.28%の株式を取得[1]。
- 2020年（令和2年）
  - 1月27日 - 東京証券取引所1部上場廃止。
  - 1月29日 - 株式売渡請求により、東芝の完全子会社となる[2]。

## 関係会社
国内関係会社
- 芝浦プラント（株）
- （株）エス・ケー・エス
- 関西東芝エンジニアリング（株）
- イーエス東芝エンジニアリング（株）
- 東芝エンジニアリングサービス（株）
- （株）東芝

海外関係会社
- PT. TOSPLANT ENGINEERING INDONESIA
- TPSC (INDIA) PRIVATE LIMITED
- TOSPLANT ENGINEERING (THAILAND) CO.,LTD.
- TPSC (THAILAND) CO.,LTD.
- TPSC ENGINEERING (MALAYSIA) SDN. BHD.
- TPSC US CORPORATION
- TPSC(VIETNAM)CO.,LTD.
- TPSC PHILIPPINES CORPORATION